# Камлот

Камлотовый костюм из гардероба короля Карла X Густава

Камло́т (от фр. camelot — «ткань из шерсти ангорской козы») — шерстяная, полушерстяная и хлопчатобумажная ткань обычно тёмного цвета для пошива женской и мужской одежды. В России камлот известен с первой трети XVIII века.
Название ткани связано с арабским словом hamlat — «шерстяной плюш» и французским chameau — «верблюд». Существуют также версии о происхождении названия от арабского наименования сорта верблюжьей шерсти и по реке Камлот в Шотландии, где находился знаменитый центр производства шерстяных тканей. Дорогие сорта камлота рыхлого, мягкого полотна ткали из верблюжьей и ангорской шерсти с добавлением шёлка. Дешёвый камлот производили из хлопчатобумажного волокна с основой в две обязательно чёрные нити. Камлот считался недорогой костюмной тканью, из него обычно шили мужские сюртуки и женские капоты, а также неофициальную домашнюю одежду.
Камлот был в России необычайно популярной тканью. В романе Ф. В. Булгарина «Иван Выжигин» помещик Россиянинов носил «зелёный камлотовый сюртук» с картузом. У Н. В. Гоголя в «Старосветских помещиках» (1835) в бараньем тулупчике, покрытом камлотом, выступает Афанасий Иванович. Персонаж А. Ф. Вельтмана в «Сердце и думках» одета в камлотовый старый капот.